# OffTopic
 (juillet 2023).
OffTopic est un groupe espagnol de metal alternatif, originaire de Madrid.

## Histoire
Offtopic est formé en 2006 à Madrid. En 2007, ils commencent leur carrière studio en enregistrant et sortant leur EP Backstage. En 2008, ils sortent leur premier album, Sin Miedo, et partent en tournée promotionnelle jouant notamment à Madrid en 2008. En 2009, ils sortent leur premier album, A fuego. La même année, ils participent au Sweden Rock Festival aux côtés de groupes comme Lordi, Lujuria et Europe.
En 2011, Offtopic sort son album studio, Impacto,,, qui, avec 14 chansons, est influencé par le rock, le blues et le funk, ainsi que par d'autres genres tels que le hard rock, le heavy metal et le rock progressif. L'album reçoit des critiques très positives dans les magazines et les webzines. En 2012, le batteur Cristian Millán quitte le groupe, qui publie un communiqué pour rechercher un nouveau batteur. Depuis lors, en 2022, le groupe reste actif sur les réseaux sociaux mais ne publie plus de nouveaux morceaux.

## Discographie

### Albums studio
- 2008 : Sin Miedo
- 2009 : A Fuego
- 2011 : Impacto

### EP
- 2007 : Backstage